# Allobates marchesianus
Allobates marchesianus es una especie de anfibio anuro de la familia Aromobatidae.

## Distribución geográfica
Esta especie habita en la cuenca del Amazonas hasta los 800 m de altitud:
- en Brasil, en los estados de Amazonas, Pará, Mato Grosso, Rondônia y Acre;
- en Colombia, en los departamentos de Amazonas y Putumayo;
- en Perú, en la región de Loreto;
- en Venezuela, en el estado de Amazonas.[4]

## Descripción
El holotipo de Allobates marchesianus mide 17 mm. Esta especie tiene una superficie dorsal de color marrón con manchas negras irregulares y una superficie ventral grisácea.

## Etimología
Esta especie lleva el nombre en honor a Père João Marchesi, misionero salesiano que vive en Taracuá en Amazonas (Brasil).

## Publicación original
- Melin, 1941 : Contributions to the knowledge of the Amphibia of South America. Göteborgs Kungliga Vetenskaps och Vitter-Hets Samhalles Handlingar, vol. 88, p. 1–71[5]